# Kvickneåsen
Kvickneåsen är ett naturreservat i Eda kommun i Värmlands län.
Området är naturskyddat sedan 2011 och är 89 hektar stort. Reservatet består av äldre granskog med inslag av lövträd. 